# Косолапов Анатолій Григорович
Косолапов Анатолій Григорович, кандидат економічних наук; Державна податкова адміністрація в Одеській області, голова (01.2008-2009).

## Біографія
Анатолій Григорович народився 10 липня 1958 в с. Шиповате, Великобурлуцький район, Харківська область; українець; одружений; має сина і дочку.
Освіта: Харківський інститут механізації і електрифікації сільського господарства (1988), інженер-механік, «Механізація сільського господарства»; Національна юридична академія України імені Ярослава Мудрого (1997), юрист, «Правознавство»; Харківський регіональний інститут державного управління Української академії державного управління при Президентові України (2002), магістр державного управління, «Державне управління»; кандидатська дисертація. «Фінансові методи стимулювання ринкових трансформацій в суспільстві з перехідною економікою» (Київський національний університет імені Тараса Шевченка).
Народний депутат України 2-го склик. з 04.1994 (2-й тур) до 04.1998, Вовчанський виб. окр. № 389, Харків. обл., висун. СелПУ. Голова підкомітету з питань грошово-кредитної політики Комітету з питань фінансів і банківської діяльності. Член фракції АПУ (до цього — групи «Відродження та розвиток агропром. комплексу України», до цього — групи «Аграрники України»). На час виборів: асоц. селянської госп. «Першотравневе» Великобурлуцького району, голова.
- 09.1975-04.1978 — учень, Куп'янський автотрансп. тех-м.
- 05.1978-08.1980 — служба в армії, місто Баку.
- 06.1980-09.1981 — механік, АТП 20334, смт Великий Бурлук Харків. обл.
- 09.1981-02.1984 — голова Великобурлуцького районного комітету з фізичної культури та спорту.
- 02.1984-10.1985 — секретар Великобурлуцького райкому профспілки працівників сільського господарства.
- 10.1985-08.1987 — секретар парткому, заступник голови колгоспу імені Ілліча Великобурлуцького р-ну.
- 08.1987-09.1988 — інструктор оргвідділу Великобурлуцького райкому КПУ.
- 09.1988-04.1994 — голова правління, колгосп імені 1 Травня с.Хатнє Великобурлуцького району.
- 12.1996-12.1999 — голова Вовчанської райдержадміністрації Харківської області.
- 03.-07.2000 — начальник управління примусового стягнення податків Державної податкової адміністрації в Харківській області.
- 07.2000-10.2001 — начальник, Вовчанська міжрайонна податкова інспекція.
- 10.2001-06.2003 — начальник управління з питань забезпечення роботи з органами державної влади, 06.-07.2003 — директор департаменту стягнення податкового боргу Державної податкової адміністрації України.
- 07.2003-05.2005 — перший заступник Міністра з питань надзвичайних ситуацій та у справах захисту населення від наслідків Чорнобильської катастрофи у зв'язках з Верховною Радою України.
- 06.-08.2005 — перший заступник директора, 08.-11.2005 — заступник директора департаменту відомчого контролю Державної податкової адміністрації України.
- 11.2005-09.2006 — голова Державної податкової адміністрації в Одеській області.
- 02.2007-01.2008 — заступник керівника апарату Міністра внутрішніх справ України.

Був членом Конституційної Комісії від Верховної Ради України.
Державний радник податкової служби 3-го рангу.

## Відзнаки та нагороди
- орден «За заслуги» III ступеня (2008).

## Джерело
- Довідка [Архівовано 4 березня 2016 у Wayback Machine.]